# 데시오군

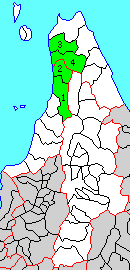
데시오 군의 위치

데시오군(일본어: 天塩郡)은 일본 홋카이도 북부, 루모이 지청과 소야 지청에 속하는 군이다.
인구 10,403명, 면적 2,039.15km², 인구밀도 5.1명/km².(2025년 2월 28일, 주민기본대장인구)
이하 4정으로 구성된다.
- 루모이 지청(留萌支庁)
  - 엔베쓰정(遠別町)
  - 데시오정(天塩町)
- 소야 지청(宗谷支庁)
  - 도요토미정(豊富町)
  - 호로노베정(幌延町)

## 역사
에도 시대에 데시오 군역은 서 에조치에 속했고 마쓰마에번에 의해 테시호 장소가 열리고 있었다. 에도시대 후기가 되면서 남하정책을 강력하게 진행하는 러시아의 위협에 대비해 데시오 군역은 천령이 되었다. 1869년에 데시오 군이 놓여져 홋카이도 데시오국에 포함되었다.
1882년 2월 8일, 폐사치현에 따라 삿포로 현의 소관이 되었다. 1897년의 지청 설치에 의해 마시케 지청(1914년부터 루모이 지청)의 관할하에 들어갔다.
- 2010년 4월 1일 : 호로노베 정이 소야 종합진흥국(구 소야 지청) 관할로 이관되었다.